# Tour de Francia 2021
La 108.ª edición del Tour de Francia fue una carrera de ciclismo en ruta por etapas que se celebró entre el 26 de junio y el 18 de julio de 2021 con inicio en Brest y final en París en Francia. El recorrido constó de un total de 21 etapas sobre una distancia total de 3414,4 km.
La carrera fue la segunda y la más importante de las denominadas Grandes Vueltas de la temporada y formó parte del circuito UCI WorldTour 2021 dentro de la categoría 2.UWT siendo la vigésima primera competición del calendario de máxima categoría mundial.
Por segundo año consecutivo, el esloveno Tadej Pogačar del UAE Emirates se llevó la victoria final. En esta ocasión estuvo acompañado en el podio por el danés Jonas Vingegaard del Jumbo-Visma y el ecuatoriano Richard Carapaz del INEOS Grenadiers, que finalizaron en segunda y tercera posición respectivamente. Además, en esta edición Mark Cavendish logró igualar a Eddy Merckx como el ciclista que más victorias de etapas había conseguido en la historia de la prueba con un total de 34.

## Equipos participantes
Tomaron la partida un total de 23 equipos, de los cuales asistieron por derecho propio los 19 equipos de categoría UCI WorldTeam y el equipo Alpecin-Fenix de categoría UCI ProTeam al haber sido el mejor equipo de la categoría en la temporada anterior. Así mismo, acudieron por invitación directa de la organización de la carrera 3 equipos de categoría UCI ProTeam, todos ellos con licencia francesa.
| WorldTeams (19)- AG2R Citroën Team - Astana-Premier Tech - Bahrain Victorious - Bora-Hansgrohe - Intermarché-Wanty-Gobert Matériaux - Cofidis - Deceuninck-Quick Step - EF Education-Nippo - Team BikeExchange - Groupama-FDJ - Ineos Grenadiers - Israel Start-Up Nation - Jumbo-Visma - Lotto Soudal - Movistar Team - Qhubeka NextHash - Team DSM - Trek-Segafredo - UAE Team Emirates ProTeams (4)- Alpecin-Fenix - B&B Hotels p/b KTM - Arkéa-Samsic - TotalEnergies |
| |

## Favoritos
- Tadej Pogačar (UAE Team Emirates): ciclista esloveno de 22 años que defenderá el título del año anterior. Sus características de gran contrarrelojista y su buen desempeño en la montaña, hacen que sea el favorito número uno. Aunque su equipo no tenga una nómina tan potente, sabe suplir esa deficiencia con su talento e inteligencia dentro del pelotón.

- Primož Roglič (Jumbo-Visma): subcampeón del último Tour y campeón de las dos últimas ediciones de la Vuelta a España. Con 31 años y líder del Jumbo-Visma espera ganar el tour que perdió el año anterior en la penúltima etapa contrarreloj. Tiene el respaldo de un gran equipo que el año anterior rompió la hegemonía del INEOS pero, sin embargo, no le alcanzó para ser el ganador.

- Geraint Thomas (INEOS Grenadiers): ciclista británico de 35 años, ya sabe qué es ganar el Tour, ya que se coronó campeón en el 2018. Parte acompañado del equipo más completo para este Tour. Quizás esta sea su última opción de ir como líder de la escuadra, ya que su lugarteniente en carrera, Richard Carapaz, está pidiendo pista para ser líder ante cualquier eventualidad; y seguramente en los próximos Tours, el ecuatoriano y Egan Bernal serán los abanderados del equipo.

- Richard Carapaz (INEOS Grenadiers): el ciclista ecuatoriano de 28 años, actual campeón de la Vuelta a Suiza, acudirá como segunda baza del equipo a la espera del desempeño de Geraint Thomas. A su favor tendrá la solidez de, quizás, la mejor escuadra del Tour.

- Richie Porte (INEOS Grenadiers): el ciclista veterano australiano de 36 años, actual campeón del Critérium del Dauphiné y tercer clasificado del último Tour, acudirá como tercera baza del equipo británico, a la espera del desempeño de Geraint Thomas y Richard Carapaz. A su favor tendrá la solidez de quizás la mejor escuadra del Tour y su experiencia en la carrera.

- Julian Alaphilippe (Deceuninck-Quick Step): el ciclista francés de 29 años, actual campeón del mundo y quinto clasificado en el Tour de 2019, en el que lideró la clasificación general durante 14 días y perdió el amarillo en la 19.ª etapa. Acudirá como la esperanza francesa de conquistar la carrera.

- Miguel Ángel López (Movistar Team): el ciclista colombiano de 27 años y sexto en el Tour anterior, buscará mejorar esta posición ahora con su nuevo equipo, en el que tendrá que compartir responsabilidades con Enric Mas.

- Enric Mas (Movistar Team): el ciclista español de 26 años buscará mejorar el quinto lugar del año pasado, acompañado de un buen equipo en el que comparte liderazgo con Miguel Ángel López.

Otros ciclistas llamados a tener algún protagonismo son  Tao Geoghegan Hart (INEOS Grenadiers), Wilco Kelderman (Bora-Hansgrohe), Simon Yates (Team BikeExchange) y Rigoberto Urán (EF Education-NIPPO).

## Etapas
| Etapa      | Fecha     | Recorrido                         | type                    | Distancia (km) | Desnivel (m) | Ganador              | Líder                |
| ---------- | --------- | --------------------------------- | ----------------------- | -------------- | ------------ | -------------------- | -------------------- |
| 1.ª etapa  | 26 de jun | Brest – Landerneau                | etapa escarpada         | 197,8          | 2785 m       | Julian Alaphilippe   | Julian Alaphilippe   |
| 2.ª etapa  | 27 de jun | Perros-Guirec – Mûr-de-Bretagne   | etapa escarpada         | 183,5          | 2154 m       | Mathieu van der Poel | Mathieu van der Poel |
| 3.ª etapa  | 28 de jun | Lorient – Pontivy                 | etapa llana             | 182,9          | 1539 m       | Tim Merlier          | Mathieu van der Poel |
| 4.ª etapa  | 29 de jun | Redon – Fougères                  | etapa llana             | 150,4          | 1354 m       | Mark Cavendish       | Mathieu van der Poel |
| 5.ª etapa  | 30 de jun | Changé – Laval                    | contrarreloj individual | 27,2           | 304 m        | Tadej Pogačar        | Mathieu van der Poel |
| 6.ª etapa  | 1 de jul  | Tours – Châteauroux               | etapa llana             | 160,6          | 926 m        | Mark Cavendish       | Mathieu van der Poel |
| 7.ª etapa  | 2 de jul  | Vierzon – Le Creusot              | etapa escarpada         | 249,1          | 3111 m       | Matej Mohorič        | Mathieu van der Poel |
| 8.ª etapa  | 3 de jul  | Oyonnax – Le Grand-Bornand        | etapa de montaña        | 150,8          | 3558 m       | Dylan Teuns          | Tadej Pogačar        |
| 9.ª etapa  | 4 de jul  | Cluses – Tignes                   | etapa de montaña        | 144,9          | 4624 m       | Ben O'Connor         | Tadej Pogačar        |
|            | 5 de jul  | Día de descanso                   | Día de descanso         |                |              |                      |                      |
| 10.ª etapa | 6 de jul  | Albertville – Valence             | etapa llana             | 190,7          | 1472 m       | Mark Cavendish       | Tadej Pogačar        |
| 11.ª etapa | 7 de jul  | Sorgues – Malaucène               | etapa de montaña        | 198,9          | 4647 m       | Wout van Aert        | Tadej Pogačar        |
| 12.ª etapa | 8 de jul  | Saint-Paul-Trois-Châteaux – Nimes | etapa llana             | 159,4          | 1959 m       | Nils Politt          | Tadej Pogačar        |
| 13.ª etapa | 9 de jul  | Nimes – Carcasona                 | etapa llana             | 219,9          | 1973 m       | Mark Cavendish       | Tadej Pogačar        |
| 14.ª etapa | 10 de jul | Carcasona – Quillan               | etapa escarpada         | 183,7          | 2901 m       | Bauke Mollema        | Tadej Pogačar        |
| 15.ª etapa | 11 de jul | Céret – Andorra la Vieja          | etapa de montaña        | 191,3          | 4574 m       | Sepp Kuss            | Tadej Pogačar        |
|            | 12 de jul | Día de descanso                   | Día de descanso         |                |              |                      |                      |
| 16.ª etapa | 13 de jul | El Pas de la Casa – Saint-Gaudens | etapa escarpada         | 169            | 3250 m       | Patrick Konrad       | Tadej Pogačar        |
| 17.ª etapa | 14 de jul | Muret – Col de Portet             | etapa de montaña        | 178,4          | 4368 m       | Tadej Pogačar        | Tadej Pogačar        |
| 18.ª etapa | 15 de jul | Pau – Luz-Ardiden                 | etapa de montaña        | 129,7          | 3555 m       | Tadej Pogačar        | Tadej Pogačar        |
| 19.ª etapa | 16 de jul | Mourenx – Libourne                | etapa llana             | 207            | 1241 m       | Matej Mohorič        | Tadej Pogačar        |
| 20.ª etapa | 17 de jul | Libourne – Saint Emilion          | contrarreloj individual | 30,8           | 239 m        | Wout van Aert        | Tadej Pogačar        |
| 21.ª etapa | 18 de jul | Chatou – París                    | etapa llana             | 108,4          | 619 m        | Wout van Aert        | Tadej Pogačar        |

## Clasificaciones finales
Las clasificaciones finalizaron de la siguiente forma:

### Clasificación general(Maillot Jaune)
| \| Clasificación general \| Clasificación general \| Clasificación general \| Clasificación general \| Clasificación general \| \| Ciclista \| Ciclista \| Equipo \| Tiempo \| \| \| --------------------- \| ---------------------- \| ---------------------------------- \| --------------------- \| --------------------- \| \| 1.º \| Tadej Pogačar \| UAE Team Emirates \| 82 h 56 min 36 s \| \| \| 2.º \| Jonas Vingegaard \| Jumbo-Visma \| + 5 min 20 s \| \| \| 3.º \| Richard Carapaz \| Ineos Grenadiers \| + 7 min 03 s \| \| \| 4.º \| Ben O'Connor \| AG2R Citroën Team \| + 10 min 02 s \| \| \| 5.º \| Wilco Kelderman \| Bora-Hansgrohe \| + 10 min 13 s \| \| \| 6.º \| Enric Mas \| Movistar Team \| + 11 min 43 s \| \| \| 7.º \| Alexéi Lutsenko \| Astana-Premier Tech \| + 12 min 23 s \| \| \| 8.º \| Guillaume Martin \| Cofidis \| + 15 min 33 s \| \| \| 9.º \| Pello Bilbao \| Bahrain Victorious \| + 16 min 04 s \| \| \| 10.º \| Rigoberto Urán \| EF Education-Nippo \| + 18 min 34 s \| \| \| 11.º \| David Gaudu \| Groupama-FDJ \| + 21 min 50 s \| \| \| 12.º \| Mattia Cattaneo \| Deceuninck-Quick Step \| + 24 min 58 s \| \| \| 13.º \| Esteban Chaves \| BikeExchange \| + 37 min 48 s \| \| \| 14.º \| Louis Meintjes \| Intermarché-Wanty-Gobert Matériaux \| + 38 min 09 s \| \| \| 15.º \| Aurélien Paret-Peintre \| AG2R Citroën Team \| + 39 min 09 s \| \| \| 16.º \| Wout Poels \| Bahrain Victorious \| + 51 min 22 s \| \| \| 17.º \| Dylan Teuns \| Bahrain Victorious \| + 51 min 40 s \| \| \| 18.º \| Ruben Guerreiro \| EF Education-Nippo \| + 54 min 10 s \| \| \| 19.º \| Wout van Aert \| Jumbo-Visma \| + 57 min 02 s \| \| \| 20.º \| Bauke Mollema \| Trek-Segafredo \| + 1 h 02 min 18 s \| \| \| 21.º \| Sergio Luis Henao \| Qhubeka NextHash \| + 1 h 03 min 12 s \| \| \| 22.º \| Franck Bonnamour \| B&B Hotels p/b KTM \| + 1 h 04 min 35 s \| \| \| 23.º \| Jonathan Castroviejo \| Ineos Grenadiers \| + 1 h 06 min 20 s \| \| \| 24.º \| Alejandro Valverde \| Movistar Team \| + 1 h 07 min 50 s \| \| \| 25.º \| Sergio Higuita \| EF Education-Nippo \| + 1 h 09 min 16 s \| \| |                        |                                    |                   |
| |                        |                                    |                   |
| Fuente: ProCyclingStats |                        |                                    |                   |
| Clasificación general |                        |                                    |                   |
| Ciclista | Ciclista               | Equipo                             | Tiempo            |
| 1.º | Tadej Pogačar          | UAE Team Emirates                  | 82 h 56 min 36 s  |
| 2.º | Jonas Vingegaard       | Jumbo-Visma                        | + 5 min 20 s      |
| 3.º | Richard Carapaz        | Ineos Grenadiers                   | + 7 min 03 s      |
| 4.º | Ben O'Connor           | AG2R Citroën Team                  | + 10 min 02 s     |
| 5.º | Wilco Kelderman        | Bora-Hansgrohe                     | + 10 min 13 s     |
| 6.º | Enric Mas              | Movistar Team                      | + 11 min 43 s     |
| 7.º | Alexéi Lutsenko        | Astana-Premier Tech                | + 12 min 23 s     |
| 8.º | Guillaume Martin       | Cofidis                            | + 15 min 33 s     |
| 9.º | Pello Bilbao           | Bahrain Victorious                 | + 16 min 04 s     |
| 10.º | Rigoberto Urán         | EF Education-Nippo                 | + 18 min 34 s     |
| 11.º | David Gaudu            | Groupama-FDJ                       | + 21 min 50 s     |
| 12.º | Mattia Cattaneo        | Deceuninck-Quick Step              | + 24 min 58 s     |
| 13.º | Esteban Chaves         | BikeExchange                       | + 37 min 48 s     |
| 14.º | Louis Meintjes         | Intermarché-Wanty-Gobert Matériaux | + 38 min 09 s     |
| 15.º | Aurélien Paret-Peintre | AG2R Citroën Team                  | + 39 min 09 s     |
| 16.º | Wout Poels             | Bahrain Victorious                 | + 51 min 22 s     |
| 17.º | Dylan Teuns            | Bahrain Victorious                 | + 51 min 40 s     |
| 18.º | Ruben Guerreiro        | EF Education-Nippo                 | + 54 min 10 s     |
| 19.º | Wout van Aert          | Jumbo-Visma                        | + 57 min 02 s     |
| 20.º | Bauke Mollema          | Trek-Segafredo                     | + 1 h 02 min 18 s |
| 21.º | Sergio Luis Henao      | Qhubeka NextHash                   | + 1 h 03 min 12 s |
| 22.º | Franck Bonnamour       | B&B Hotels p/b KTM                 | + 1 h 04 min 35 s |
| 23.º | Jonathan Castroviejo   | Ineos Grenadiers                   | + 1 h 06 min 20 s |
| 24.º | Alejandro Valverde     | Movistar Team                      | + 1 h 07 min 50 s |
| 25.º | Sergio Higuita         | EF Education-Nippo                 | + 1 h 09 min 16 s |

### Clasificación por puntos(Maillot Vert)
| Clasificación por puntos | Clasificación por puntos | Clasificación por puntos | Clasificación por puntos | Clasificación por puntos |
| Ciclista                 | Ciclista                 | Equipo                   | Puntos                   |                          |
| ------------------------ | ------------------------ | ------------------------ | ------------------------ | ------------------------ |
| 1.º                      | Mark Cavendish           | Deceuninck-Quick Step    | 337 pts                  |                          |
| 2.º                      | Michael Matthews         | BikeExchange             | 291 pts                  |                          |
| 3.º                      | Sonny Colbrelli          | Bahrain Victorious       | 227 pts                  |                          |
| 4.º                      | Jasper Philipsen         | Alpecin-Fenix            | 216 pts                  |                          |
| 5.º                      | Wout van Aert            | Jumbo-Visma              | 171 pts                  |                          |
| 6.º                      | Matej Mohorič            | Bahrain Victorious       | 163 pts                  |                          |
| 7.º                      | Julian Alaphilippe       | Deceuninck-Quick Step    | 163 pts                  |                          |
| 8.º                      | Tadej Pogačar            | UAE Team Emirates        | 154 pts                  |                          |
| 9.º                      | Michael Mørkøv           | Deceuninck-Quick Step    | 124 pts                  |                          |
| 10.º                     | Jonas Vingegaard         | Jumbo-Visma              | 103 pts                  |                          |

### Clasificación de la montaña(Maillot à Pois Rouges)
| Clasificación de la montaña | Clasificación de la montaña | Clasificación de la montaña | Clasificación de la montaña | Clasificación de la montaña |
| Ciclista                    | Ciclista                    | Equipo                      | Puntos                      |                             |
| --------------------------- | --------------------------- | --------------------------- | --------------------------- | --------------------------- |
| 1.º                         | Tadej Pogačar               | UAE Team Emirates           | 107 pts                     |                             |
| 2.º                         | Wout Poels                  | Bahrain Victorious          | 88 pts                      |                             |
| 3.º                         | Jonas Vingegaard            | Jumbo-Visma                 | 82 pts                      |                             |
| 4.º                         | Wout van Aert               | Jumbo-Visma                 | 68 pts                      |                             |
| 5.º                         | Nairo Quintana              | Arkéa-Samsic                | 66 pts                      |                             |
| 6.º                         | Richard Carapaz             | Ineos Grenadiers            | 56 pts                      |                             |
| 7.º                         | Ben O'Connor                | AG2R Citroën Team           | 44 pts                      |                             |
| 8.º                         | Bauke Mollema               | Trek-Segafredo              | 41 pts                      |                             |
| 9.º                         | David Gaudu                 | Groupama-FDJ                | 41 pts                      |                             |
| 10.º                        | Anthony Perez               | Cofidis                     | 37 pts                      |                             |

### Clasificación del mejor joven(Maillot Blanc)
| Clasificación del mejor joven | Clasificación del mejor joven | Clasificación del mejor joven | Clasificación del mejor joven | Clasificación del mejor joven |
| Ciclista                      | Ciclista                      | Equipo                        | Tiempo                        |                               |
| ----------------------------- | ----------------------------- | ----------------------------- | ----------------------------- | ----------------------------- |
| 1.º                           | Tadej Pogačar                 | UAE Team Emirates             | 82 h 56 min 36 s              |                               |
| 2.º                           | Jonas Vingegaard              | Jumbo-Visma                   | + 5 min 20 s                  |                               |
| 3.º                           | David Gaudu                   | Groupama-FDJ                  | + 21 min 50 s                 |                               |
| 4.º                           | Aurélien Paret-Peintre        | AG2R Citroën Team             | + 39 min 09 s                 |                               |
| 5.º                           | Sergio Higuita                | EF Education-Nippo            | + 1 h 09 min 16 s             |                               |
| 6.º                           | Valentin Madouas              | Groupama-FDJ                  | + 2 h 11 min 39 s             |                               |
| 7.º                           | Neilson Powless               | EF Education-Nippo            | + 2 h 13 min 33 s             |                               |
| 8.º                           | Mark Donovan                  | Team DSM                      | + 2 h 17 min 40 s             |                               |
| 9.º                           | Jonas Rutsch                  | EF Education-Nippo            | + 2 h 29 min 33 s             |                               |
| 10.º                          | Brent Van Moer                | Lotto-Soudal                  | + 2 h 43 min 49 s             |                               |

### Clasificación por equipos(Classement par Équipe)
| Clasificación por equipos | Clasificación por equipos | Clasificación por equipos | Clasificación por equipos |
| Equipo                    | Equipo                    | Tiempo                    |                           |
| ------------------------- | ------------------------- | ------------------------- | ------------------------- |
| 1.º                       | Bahrain Victorious        | 249 h 16 min 47 s         |                           |
| 2.º                       | EF Education-Nippo        | + 19 min 12 s             |                           |
| 3.º                       | Jumbo-Visma               | + 1 h 11 min 35 s         |                           |
| 4.º                       | Ineos Grenadiers          | + 1 h 27 min 10 s         |                           |
| 5.º                       | AG2R Citroën Team         | + 1 h 31 min 54 s         |                           |
| 6.º                       | Bora-Hansgrohe            | + 1 h 36 min 44 s         |                           |
| 7.º                       | Trek-Segafredo            | + 1 h 47 min 04 s         |                           |
| 8.º                       | Astana-Premier Tech       | + 2 h 01 min 45 s         |                           |
| 9.º                       | Movistar Team             | + 2 h 04 min 28 s         |                           |
| 10.º                      | UAE Team Emirates         | + 2 h 38 min 08 s         |                           |

## Evolución de las clasificaciones
| Etapa                   |                         | Ganador _            | Clasificación general | Puntos             | Montaña              | Jóvenes       | Combatividad      | Equipo             |
| ----------------------- | ----------------------- | -------------------- | --------------------- | ------------------ | -------------------- | ------------- | ----------------- | ------------------ |
| 1.ª etapa               | etapa escarpada         | Julian Alaphilippe   | Julian Alaphilippe    | Julian Alaphilippe | Ide Schelling        | Tadej Pogačar | Ide Schelling     | Jumbo-Visma        |
| 2.ª etapa               | etapa escarpada         | Mathieu van der Poel | Mathieu van der Poel  | Julian Alaphilippe | Mathieu van der Poel | Tadej Pogačar | Edward Theuns     | Jumbo-Visma        |
| 3.ª etapa               | etapa llana             | Tim Merlier          | Mathieu van der Poel  | Julian Alaphilippe | Ide Schelling        | Tadej Pogačar | Michael Schär     | Bahrain Victorious |
| 4.ª etapa               | etapa llana             | Mark Cavendish       | Mathieu van der Poel  | Mark Cavendish     | Ide Schelling        | Tadej Pogačar | Brent Van Moer    | Bahrain Victorious |
| 5.ª etapa               | contrarreloj individual | Tadej Pogačar        | Mathieu van der Poel  | Mark Cavendish     | Ide Schelling        | Tadej Pogačar | no otorgado       | Jumbo-Visma        |
| 6.ª etapa               | etapa llana             | Mark Cavendish       | Mathieu van der Poel  | Mark Cavendish     | Ide Schelling        | Tadej Pogačar | Greg Van Avermaet | Jumbo-Visma        |
| 7.ª etapa               | etapa escarpada         | Matej Mohorič        | Mathieu van der Poel  | Mark Cavendish     | Matej Mohorič        | Tadej Pogačar | Matej Mohorič     | Jumbo-Visma        |
| 8.ª etapa               | etapa de montaña        | Dylan Teuns          | Tadej Pogačar         | Mark Cavendish     | Wout Poels           | Tadej Pogačar | Wout Poels        | Bahrain Victorious |
| 9.ª etapa               | etapa de montaña        | Ben O'Connor         | Tadej Pogačar         | Mark Cavendish     | Nairo Quintana       | Tadej Pogačar | Ben O'Connor      | Bahrain Victorious |
| 10.ª etapa              | etapa llana             | Mark Cavendish       | Tadej Pogačar         | Mark Cavendish     | Nairo Quintana       | Tadej Pogačar | Hugo Houle        | Bahrain Victorious |
| 11.ª etapa              | etapa de montaña        | Wout van Aert        | Tadej Pogačar         | Mark Cavendish     | Nairo Quintana       | Tadej Pogačar | Kenny Elissonde   | Bahrain Victorious |
| 12.ª etapa              | etapa llana             | Nils Politt          | Tadej Pogačar         | Mark Cavendish     | Nairo Quintana       | Tadej Pogačar | Nils Politt       | Bahrain Victorious |
| 13.ª etapa              | etapa llana             | Mark Cavendish       | Tadej Pogačar         | Mark Cavendish     | Nairo Quintana       | Tadej Pogačar | Quentin Pacher    | Bahrain Victorious |
| 14.ª etapa              | etapa escarpada         | Bauke Mollema        | Tadej Pogačar         | Mark Cavendish     | Michael Woods        | Tadej Pogačar | Bauke Mollema     | Bahrain Victorious |
| 15.ª etapa              | etapa de montaña        | Sepp Kuss            | Tadej Pogačar         | Mark Cavendish     | Wout Poels           | Tadej Pogačar | Wout van Aert     | Bahrain Victorious |
| 16.ª etapa              | etapa escarpada         | Patrick Konrad       | Tadej Pogačar         | Mark Cavendish     | Wout Poels           | Tadej Pogačar | Patrick Konrad    | Bahrain Victorious |
| 17.ª etapa              | etapa de montaña        | Tadej Pogačar        | Tadej Pogačar         | Mark Cavendish     | Wout Poels           | Tadej Pogačar | Anthony Perez     | Bahrain Victorious |
| 18.ª etapa              | etapa de montaña        | Tadej Pogačar        | Tadej Pogačar         | Mark Cavendish     | Tadej Pogačar        | Tadej Pogačar | David Gaudu       | Bahrain Victorious |
| 19.ª etapa              | etapa llana             | Matej Mohorič        | Tadej Pogačar         | Mark Cavendish     | Tadej Pogačar        | Tadej Pogačar | Matej Mohorič     | Bahrain Victorious |
| 20.ª etapa              | contrarreloj individual | Wout van Aert        | Tadej Pogačar         | Mark Cavendish     | Tadej Pogačar        | Tadej Pogačar | no otorgado       | Bahrain Victorious |
| 21.ª etapa              | etapa llana             | Wout van Aert        | Tadej Pogačar         | Mark Cavendish     | Tadej Pogačar        | Tadej Pogačar | no otorgado       | Bahrain Victorious |
| Clasificaciones finales | Clasificaciones finales |                      | Tadej Pogačar         | Mark Cavendish     | Tadej Pogačar        | Tadej Pogačar | Franck Bonnamour  | Bahrain Victorious |

## Ciclistas participantes y posiciones finales
Convenciones:
- AB-N: Abandono en la etapa "N"
- FLT-N: Retiro por llegada fuera del límite de tiempo en la etapa "N"
- NTS-N: No tomó la salida para la etapa "N"
- DES-N: Descalificado o expulsado en la etapa "N"

## UCI World Ranking
El Tour de Francia otorgó puntos para el UCI World Ranking para corredores de los equipos en las categorías UCI WorldTeam, UCI ProTeam y Continental. Las siguientes tablas muestran el baremo de puntuación y los 10 corredores que obtuvieron más puntos:
| Posición                 | 1.º  | 2.º | 3.º | 4.º | 5.º | 6.º | 7.º | 8.º | 9.º | 10.º | 11.º | 12.º | 13.º | 14.º | 15.º | 16.º | 17.º | 18.º | 19.º | 20.º | 21.º - 25.º | 26.º - 30.º | 31.º - 40.º | 41.º - 50.º | 51.º - 55.º | 56.º - 60.º |
| Clasificación general    | 1000 | 800 | 675 | 575 | 475 | 400 | 325 | 275 | 225 | 175  | 150  | 125  | 105  | 85   | 75   | 70   | 65   | 60   | 55   | 50   | 40          | 30          | 25          | 20          | 15          | 10          |
| Por etapa                | 120  | 50  | 25  | 15  | 5   |     |     |     |     |      |      |      |      |      |      |      |      |      |      |      |             |             |             |             |             |             |
| Líder                    | 25   |     |     |     |     |     |     |     |     |      |      |      |      |      |      |      |      |      |      |      |             |             |             |             |             |             |
| Clasificación secundaria | 120  | 50  | 25  |     |     |     |     |     |     |      |      |      |      |      |      |      |      |      |      |      |             |             |             |             |             |             |

| Clasificación |                  |                            |         |       |       |            |       |
| Posición      | Ciclista         | Equipo                     | General | Etapa | Líder | Secundaria | Total |
| ------------- | ---------------- | -------------------------- | ------- | ----- | ----- | ---------- | ----- |
| 1.º           | Tadej Pogačar    | UAE Emirates               | 1000    | 440   | 325   | 120        | 1885  |
| 2.º           | Jonas Vingegaard | Jumbo-Visma                | 800     | 150   | -     | 25         | 975   |
| 3.º           | Richard Carapaz  | INEOS Grenadiers           | 675     | 50    | -     | -          | 725   |
| 4.º           | Ben O'Connor     | AG2R Citroën               | 575     | 125   | -     | -          | 700   |
| 5.º           | Mark Cavendish   | Deceuninck-Quick Step      | -       | 505   | -     | 120        | 625   |
| 6.º           | Wilco Kelderman  | Bora-Hansgrohe             | 475     | 20    | -     | -          | 495   |
| 7.º           | Wout van Aert    | Jumbo-Visma                | 55      | 425   | -     | -          | 480   |
| 8.º           | Enric Mas        | Movistar                   | 400     | 15    | -     | -          | 415   |
| 9.º           | Alexey Lutsenko  | Astana-Premier Tech        | 375     | -     | -     | -          | 375   |
| 10.º          | Guillaume Martin | Cofidis, Solutions Crédits | 275     | 15    | -     | -          | 290   |

Nota:
1. ↑  Solo aplica para las clasificaciones por puntos y montaña.